# Maman a tort
«Maman a tort» (рус. «Мама не права») — песня, записанная французской певицей Милен Фармер в 1984 году, ставшая дебютным синглом с её первого студийного альбома Cendres de lune и положившая начало последующего долгого сотрудничества певицы с композитором и продюсером Лораном Бутонна. Слова песни написал Жером Даан, который также помог Бутонна с музыкой. Впервые песня была издана в 1984 году. Версия на английском языке, получившая название «My Mum Is Wrong» и спродюсированная Эли Робертом Фитусси Давидом, вышла в сентябре 1984 года. В то время «Maman a tort» посчитали провокационной из-за двусмысленного текста о лесбийской любви; то же касалось и видеоклипа, который по цензурным соображениям не слишком часто появлялся в телеэфире по той причине, что на Фармер было слишком мало одежды. Будучи довольно хорошо принятой критиками, оригинальная французская версия достигла весьма скромных успехов по сравнению с последующими синглами певицы, а версия на английском языке вообще оказалась коммерчески провальной. Тем не менее, именно эта песня позволила Фармер начать певческую карьеру и стала отправной точкой в становлении её особенного артистического стиля.

## Предыстория и запись
В декабре 1983 года двое друзей, Жером Даан и Лоран Бутонна, написали песню под названием «Maman a tort», рассказывающую о лесбийской любви между девочкой, помещённой в клинику для душевнобольных, и её няней. Для того, чтобы найти исполнительницу, они объявили кастинг. Сначала для исполнения песни была выбрана девочка 15-16 лет, но она оказалась слишком юной для того, чтобы исполнять такой неоднозначный текст. Тогда Бутонна решил попросить спеть одну из своих подруг, Милен Готье. Оба композитора рассказывали, что они подумали, что Готье кажется больной психозом, и, таким образом, идеально подходит для записи трека. «Как только я увидел её, я решил, что это непременно должна быть она, и никто больше. Она выглядела сумасшедшей, и это было превосходно», — рассказывал Бутонна. Как только было решено работать с ней, Готье взяла псевдоним Фармер, в честь актрисы Фрэнсис Фармер.
По воспоминаниям Жан-Клода Дэкэна (фр. Jean-Claude Déquéant), Фармер проявила сдержанный энтузиазм во время демозаписи: «Звучание голоса было неожиданным, и она смеялась после каждого прослушанного дубля». Даана всё устраивало, потому что у Фармер был чистый и глубокий голос, и для неё не составляло труда брать высокие ноты. Первые репетиции проходили дома у Даана. Он вспоминает о них: «Была большая комната с пианино, и там мы репетировали песню. Милен требовалось много времени, чтобы понять всё это, ведь приходилось учить её всему, начиная с хореографии… Возможно, это выглядело не очень профессионально».
Запись французской версии «Maman a tort» состоялась в Париже в январе 1984 года. Фармер утверждала, что звукозаписывающие сессии были «волшебным» моментом. Версия песни на английском языке была записана несколько позже, причём для Фармер не составляло никакого труда петь по-английски, потому что она овладела этим языком довольно хорошо, когда жила в Канаде.
Бутонна и Даану не сразу удалось найти звукозаписывающую компанию для издания песни, то ли из-за того, что эти компании были обеспокоены тем, что песня может подвергнуться цензуре из-за вызывающего текста, то ли они не видели никакой коммерческой выгоды. При своём втором обращении в RCA Records друзья заявили, что они сделали новый микс песни, хотя на самом деле это было не так. И лишь с третьей попытки контракт с RCA всё же был подписан.
Согласно статье во французском еженедельнике France Dimanche, песня удержала певицу от брака с нелюбимым человеком. Она разочаровалась в шоу-бизнесе после многочисленных тщетных попыток получить хотя бы небольшие роли в рекламных роликах и решила выйти замуж за друга детства, студента Национальной школы администрации, но потом была выбрана для записи «Maman a tort».

## Выпуск сингла
Сингл был выпущен во Франции в марте 1984 года, но не был коммерчески успешным. Несколькими месяцами позже он достиг большего успеха под руководством известного арт-директора Бертранда Ле Пажа (фр. Bertrand Le Page). Песня часто появлялась в радиоэфире. Ввиду успеха песни Фредерик Лейбовиц (фр. Frédérick Leibovitz) предложил, чтобы Фармер записала версию песни на английском языке с названием «My Mum Is Wrong» в качестве попытки завоевать более широкую аудиторию. Эта версия была спродюсирована Ф. Р. Давидом, который также перевёл текст на английский язык. Песня вышла в сентябре во Франции и Канаде. Англоязычная версия была издана в Германии, Италии и Скандинавии, а также было запланировано издание в Англии и США. Extended-версии песен «Maman a tort» и «My Mum Is Wrong» были спродюсированы Лораном Бутонна и изданы в виде макси-синглов.
Существует два варианта обложки сингла «Maman a tort»: первый тираж был выпущен в чёрно-белых тонах и изображает грустно смотрящую певицу, одетую в ночную рубашку. Обложка второго тиража, выполненная в цвете, показывает её смеющейся. Основой второго варианта обложки послужила идея Бертранда Ле Пажа, который считал, что будет лучше, если зрителям представить такую картинку, какую они бы хотели видеть. В Канаде сингл вышел без обложки. Для сингла «My Mum Is Wrong» была использована другая обложка, похожая на ту, которая была на втором тираже французского сингла.
На стороне «Б» сингла записана инструментальная версия песни, поскольку бюджет команды Фармер не позволял записать ещё одну песню. В 2003 года диджеем Joaquim Garraud был сделан ремикс песни, предназначенный для включения в альбом-компиляцию RemixeS, но эта версия в итоге не была издана.

## Издания и список треков
«Maman a tort»
- Сингл 7"[22]

| №  | Название                        | Длительность |
| -- | ------------------------------- | ------------ |
| 1. | «Maman a tort» (single version) | 3:35         |
| 2. | «Maman a tort» (instrumental)   | 3:30         |

- Макси-сингл 7"[23]

| №  | Название                      | Длительность |
| -- | ----------------------------- | ------------ |
| 1. | «Maman a tort» (long version) | 6:12         |
| 2. | «Maman a tort» (instrumental) | 3:30         |

- Цифровая дистрибуция (с 2005 года)

| №  | Название                                 | Длительность |
| -- | ---------------------------------------- | ------------ |
| 1. | «Maman a tort» (Cendres de Lune version) | 4:04         |
| 2. | «Maman a tort» (Les mots version)        | 5:57         |
| 3. | «Maman a tort» (En concert version)      | 6:12         |

«My Mum Is Wrong»
- Сингл 7"[27]

| №  | Название                           | Длительность |
| -- | ---------------------------------- | ------------ |
| 1. | «My Mum Is Wrong» (single version) | 3:47         |
| 2. | «Maman a tort» (single version)    | 3:35         |

- Макси-сингл 7" промо[28]

| №  | Название                         | Длительность |
| -- | -------------------------------- | ------------ |
| 1. | «My Mum Is Wrong» (long version) | 6:55         |
| 2. | «Maman a tort» (long version)    | 6:12         |

## Даты выпуска
| Дата          | Лейбл    | Страна  | Формат                         | Номер по каталогу |
| ------------- | -------- | ------- | ------------------------------ | ----------------- |
| март 1984     | RCA      | Франция | сингл 7"(первый тираж)         | 61298             |
| сентябрь 1984 | RCA      | Франция | сингл 7" (второй тираж)        | 61298             |
| сентябрь 1984 | RCA      | Франция | макси-сингл 7"                 | 61299             |
| сентябрь 1984 | RCA      | Франция | сингл 7" (англоязычная версия) | 61531             |
| 1985          | Original | Канада  | сингл 7"                       | 6502              |